# 豊田麻子 (総務技官)
豊田 麻子（とよだ あさこ、1966年3月18日 - ）は、日本の総務技官、情報技術者。ハーバード大学国際問題研究所研究員や、総務省国際協力調査官等を経て、女性初の広島市副市長を務めた。

## 人物・経歴
東京都出身。1984年成蹊高等学校卒業。1990年東北大学大学院工学研究科修了、郵政省入省、電気通信局電波部計画課配属。1995年ハーバード大学ウェザーヘッド国際問題研究所研究員。2000年外務省在フランス日本国大使館一等書記官。2003年総務省総合通信基盤局国際部国際協力課国際協力調査官。2008年情報通信研究機構連携研究部門テストヘッド企画戦略グループリーダー。
2008年から女性初の広島市副市長を務め、広島市CIO（最高情報責任者）を兼務し、情報通信技術の利活用を進めるなどした。第17回統一地方選挙で2011年広島市長選挙に秋葉忠利前市長の後継として出馬し、民主党や社会民主党の支援を受けたが、自由民主党や公明党の推薦を受け秋葉前市長の政策を否定して出馬した松井一実に敗れ次点で落選した。
その後NTTデータでミャンマーでの事業展開などにあたり、NTTデータパブリック&フィナンシャルカンパニーグローバル推進部東南アジアグループ部長や、NTTデータグローバル事業本部Sales and Marketing部Sales統括部長を経て、2017年NTTデータグローバルマーケティング本部Sales and Marketing部長。2018年NTTデータグローバルマーケティング本部グローバルアカウント&インダストリー部長。2020年NTTデータ執行役員戦略統括本部グローバル戦略室長。2022年NTTデータ執行役員グローバルガバナンス本部長。2023年NTTデータグループ常務執行役員グローバルガバナンス本部長。2024年NTTデータグループ常務執行役員法務・リスクマネジメント担当グローバルガバナンス本部長。